# Prunus kubotana
Prunus kubotana är en rosväxtart som beskrevs av Kawasaki. Prunus kubotana ingår i släktet prunusar, och familjen rosväxter. Inga underarter finns listade i Catalogue of Life.